# Pillar of Shame

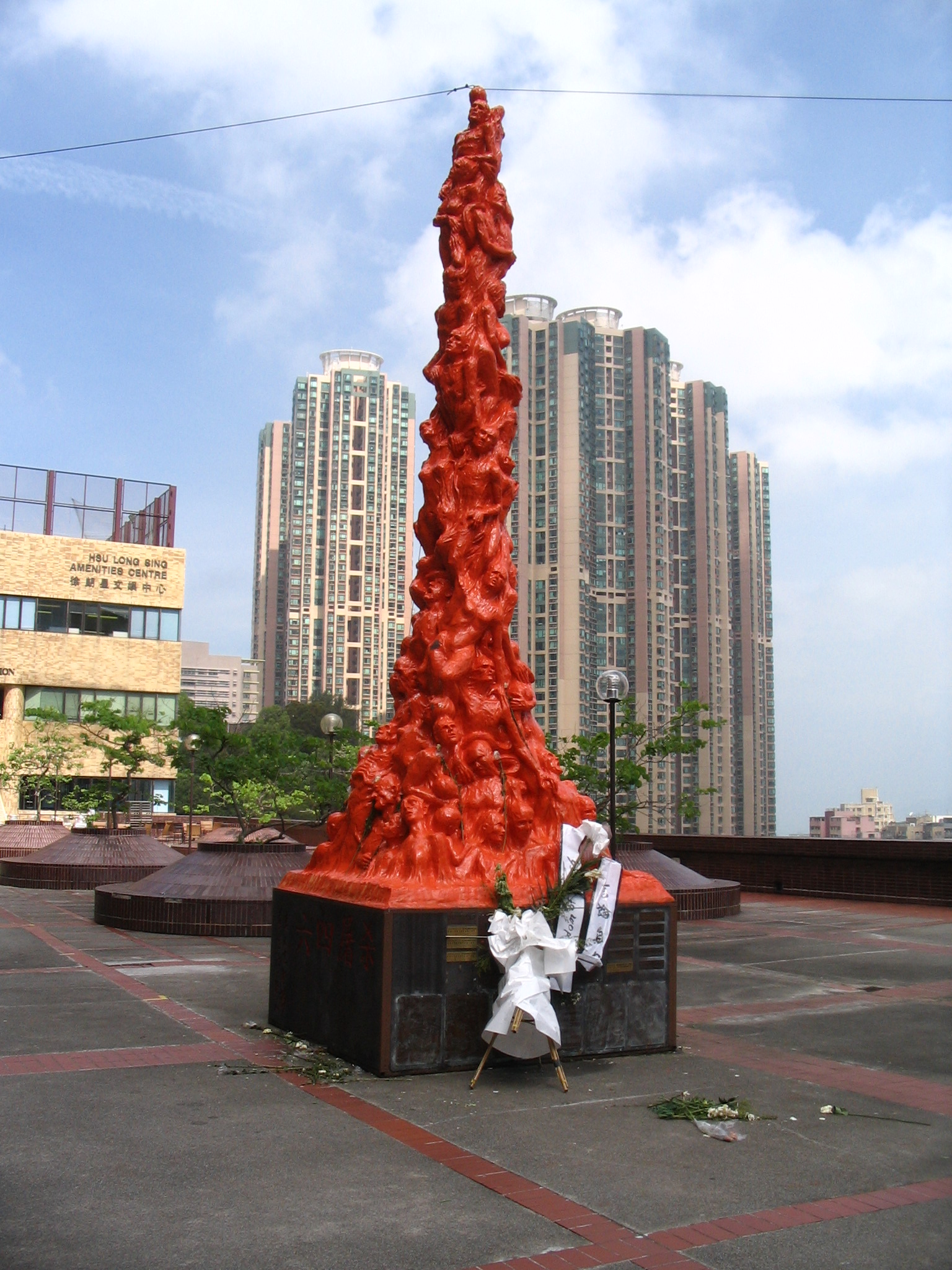
Le Pillar of Shame d'Hong Kong en 2008.

Pillar of Shame (« Pilier de la honte » ou « Colonne de l'infamie ») est une série de sculptures de l'artiste danois Jens Galschiot commémorant les morts de vie lors d'événements spécifiques de l'histoire. Chaque sculpture est une statue de huit mètres de haut en bronze, cuivre ou béton.
La première sculpture a été inaugurée lors du Forum des ONG du sommet de l'Organisation des Nations unies pour l'alimentation et l'agriculture (FAO) à Rome en 1996. Depuis, trois autres piliers ont été érigés, à Hong Kong, au Mexique et au Brésil.
Le pilier de la honte d'Hong Kong, érigée pour la première fois dans le parc Victoria en 1997 pour marquer le huitième anniversaire des manifestations de la place Tian'anmen de 1989. Installé à l'université municipale de Hong Kong en 1998, sa symbolique déplaisant au gouvernement chinois, la sculpture a été détruite en décembre 2021,,.

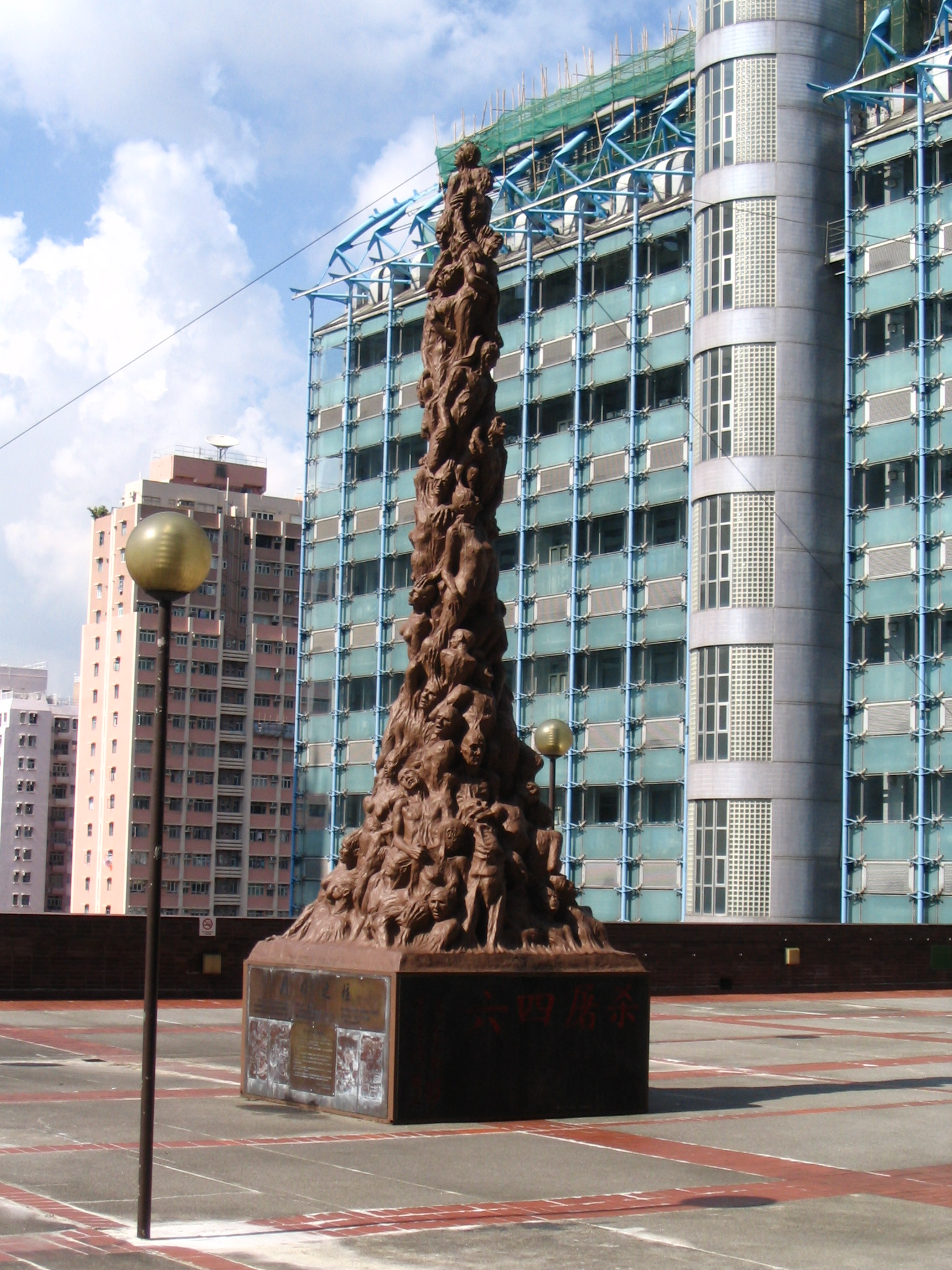
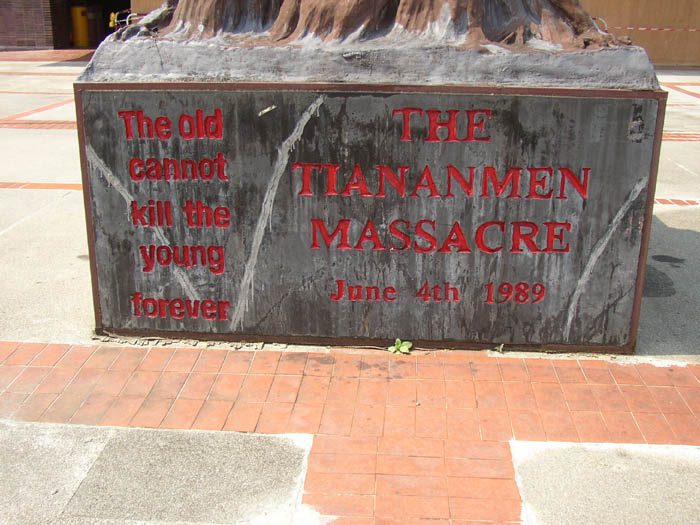
Inscriptions sur la base du Pillar of Shame d'Hong Kong.
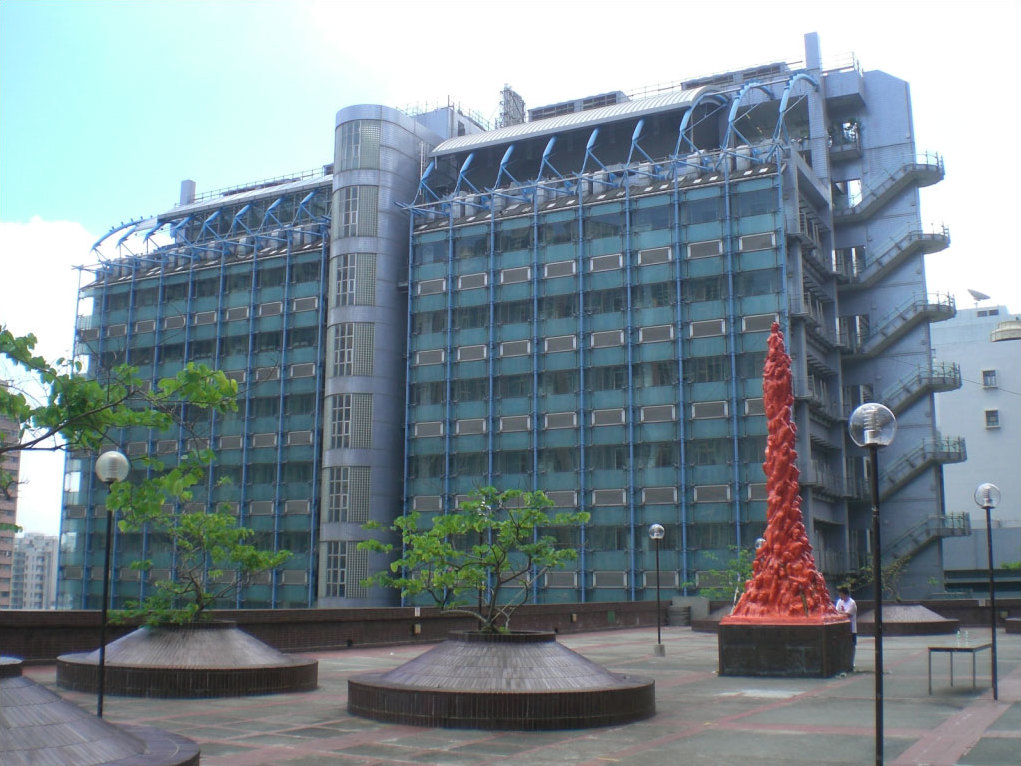
Le Pillar of Shame d'Hong Kong vers 2008.
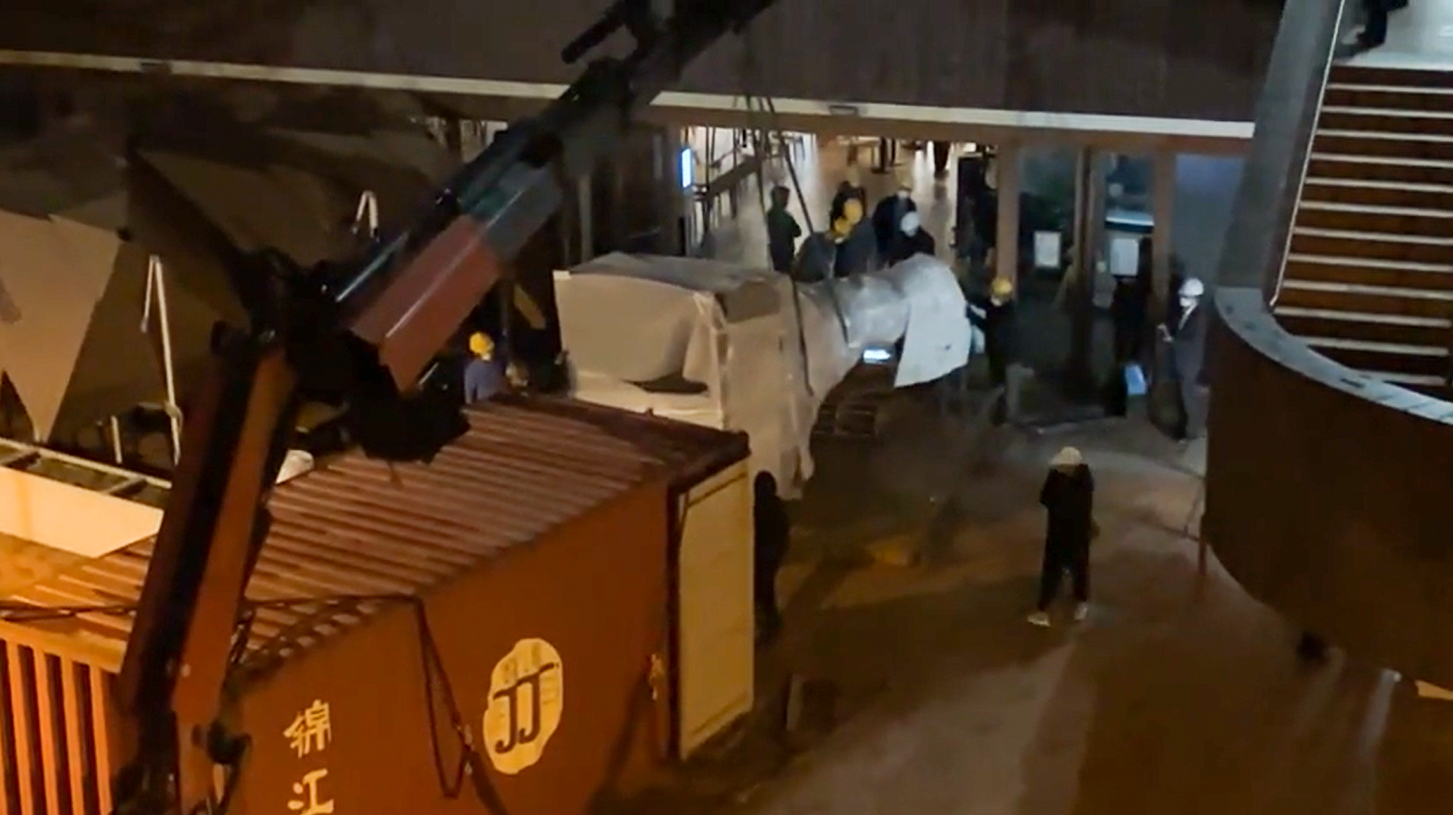
Retrait du Pillar of Shame d'Hong Kong.
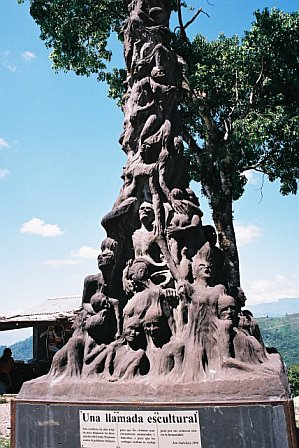
Le Pillar of Shame du Mexique en 2008, commémorant le massacre d'Acteal.
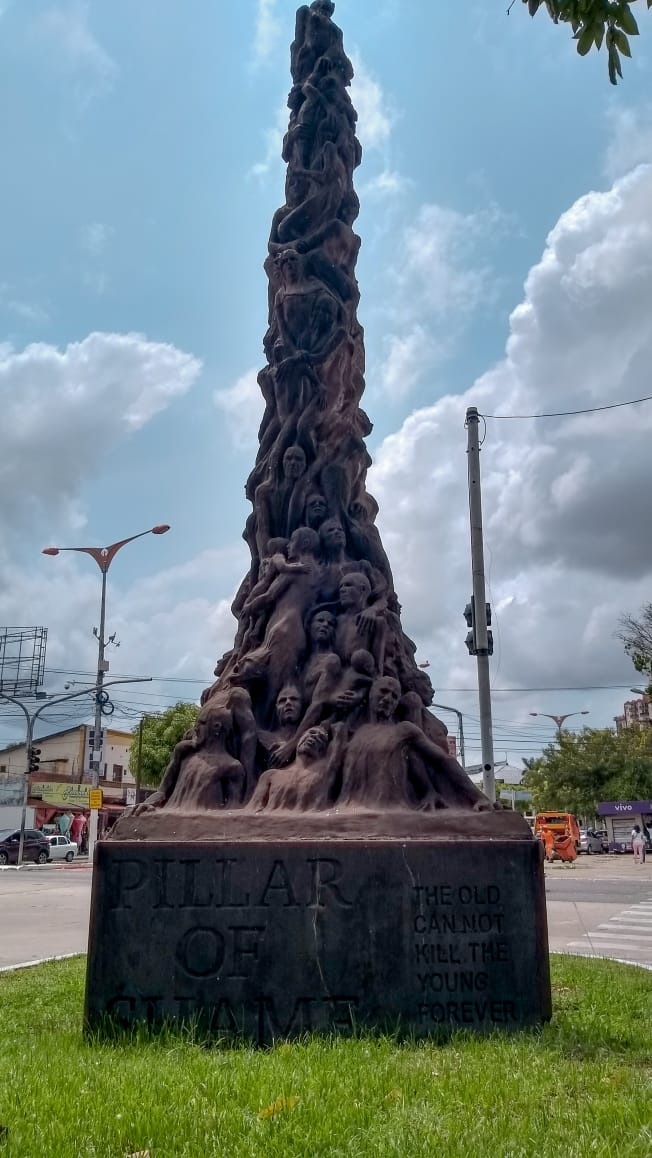
Le Pillar of Shame du Brésil en 2019.